# Amata alberti
Amata alberti är en fjärilsart som beskrevs av Rothschild 1911. Amata alberti ingår i släktet Amata och familjen björnspinnare. Inga underarter finns listade i Catalogue of Life.